# Robopon Sun, Star, and Moon Versions
Robopon Sun, Star and Moon Versions son videojuegos de rol portátiles para Game Boy Color de Nintendo. De los tres juegos, solo Sun fue lanzado en Norteamérica en diciembre de 2000 por Atlus, mientras que sus lanzamientos originales en Japón fueron de Hudson Soft. Los juegos se centran en un niño llamado Cody (su nombre predeterminado) y sus aventuras en su isla con sus amigos robóticos. En su mayoría se parecen a la serie de videojuegos Pokémon, pero también tienen similitudes con el juego Robotrek de Super Nintendo Entertainment System, publicado por Enix (ahora Square Enix).

## Historia
En las versiones Sun, Star y Moon de Robopon, el jugador asume el papel de un niño llamado Cody, cuyo abuelo se está jubilando y le da el negocio familiar, una empresa de envío de Robopon. Cody viaja por la isla de Porombo recolectando Robopon y luchando contra las «7 Leyendas», los coleccionistas de Robopon mejor clasificados de la isla. Cada vez que Cody vence con éxito a una de las 7 Leyendas, ocupa su lugar en el sistema de clasificación.

## Jugabilidad
El juego gira en torno a la recolección, la actualización de software, el intercambio de equipo y la lucha contra personajes robóticos de una manera similar a la serie de juegos Pokémon. Para potenciar al Robopon, el jugador podrá agregarle software y partes. Las partes tienen diferentes cantidades de espacio para almacenar software y determinan qué tipo de ataques podrá usar el Robopon. Por ejemplo, un Robopon podría tener una parte «Armgun» o «Punch», y este software agrega ciertos elementos a los ataques. Además, se podría agregar software a otras partes, creando adiciones más poderosas. Por ejemplo, al equipar un software «Thunder» a una parte "Punch", el Robopon podría usar «Thunderpunch». El software también se podría mezclar para crear ataques especiales: al mezclar el software «Fire» y «Thunder», el Robopon tendría el movimiento especial «Zapp!!». Este software también se podría eliminar. Si el jugador lo hiciera, las habilidades de ataque que le otorgaba al Robopon también se eliminarían. Debido a que solo Sun fue lanzado en los EE. UU., no todos los 153 Robopon originales estaban disponibles ya que los demás se encontraban en la versión Star que nunca se produjo en los EE. UU.
Los cartuchos de Robopon tienen un panel infrarrojo en su borde superior que les permite intercambiar información mediante ondas como un control remoto de TV o VCR, lo que permite que el cartucho reaccione a diferentes objetos. Por ejemplo, apuntar un control remoto a los cartuchos y presionar un botón podría aumentar las estadísticas del Robopon o abrir un cofre dentro de los juegos. Esta característica se llamó «GB Kiss». El juego incluyó más de 150 Robopon diferentes para usar, con los primeros 2 lanzamientos y luego más de 168 con el lanzamiento de la versión Moon, aunque algunos tuvieron que actualizarse, similar a las etapas de evolución de Pokémon. Los Robopon se clasifican como Arm, Move o Boot. Arm tiende a tener una ofensiva alta, Move es rápido y Boot tiene las estadísticas más altas en general. No se podían cambiar las partes o el software de los Robopon Boot.

## Lanzamientos japoneses
Mientras que en Estados Unidos solo se lanzó la versión Sun, en Japón primero se lanzaron las dos versiones principales y casi un año después se lanzó la versión Moon. La versión japonesa de GB Kiss incluye una función para escribir y enviar cartas, a la que se puede acceder desde el menú principal, que también permite enviar mensajes por teléfono. En el lanzamiento en Estados Unidos, solo se incluye la función de envío de Robopon en GB Kiss. Estas versiones también son compatibles con el juego exclusivo japonés Robot Ponkottsu 64: Nanatsu no Umi no Caramel con el Transfer Pak de Nintendo 64. Otra versión, Robot Ponkottsu: Comic Bom Bom Special Version, se lanzó en Japón el 24 de diciembre de 1999.

## Secuelas
Se realizaron dos secuelas para Game Boy Advance: Robopon 2 Cross Version y Robopon 2 Ring Version, de una manera similar a la de los patrones de lanzamiento de diferentes generaciones de juegos de Pokémon. Estos juegos tienen como protagonista a Cody viajando a otra isla pero olvidando sus Robopon. Posteriormente, tiene que encontrar nuevos Robopon, pero, en lugar de atraparlos, tiene que crearlos encontrando diferentes tipos de baterías y combinándolas en un método conocido como «Sparking». El juego presenta batallas de cuatro contra cuatro, donde todos los Robopon que el jugador lleva con él lucharán contra cuatro Robopon oponentes.
Un juego de Robopon llamado Robot Ponkottsu 64: Nanatsu no Umi no Caramel se desarrolló para Nintendo 64, pero nunca se lanzó fuera de Japón.

## Manga
Hubo tres series de manga: Robot Ponkots (ロボットポンコッツ), Robot Ponkots 2 (ロボットポンコッツ2) y Robot Ponkots Go! (ロボットポンコッツ豪!), creadas por Hataru Tamori, todos serializadas en Comic Bom Bom desde finales de los 90 hasta principios de los 2000. Son inusualmente atrevidos para el manga infantil, ya que la mayoría de los personajes femeninos se representan con pechos enormes.

## Recepción
Sun recibió un 7 de IGN, indicando que era un juego decente, pero que se jugaba como un clon de Pokémon. El juego recibió una reseña media de 2 de 5 de Nintendo Power, con una de 3 estrellas, tres de 2 estrellas y una de 1 estrella.